# Germain Moüette
Germain Moüette (Bonnelles, 1651 – Bonnelles, c. 1691) foi um escritor francês conhecido pela sua obra autobiográfica “Relation de la captivité du Sr. Mouette dans les royaumes de Fez et de Maroc, où il a demeuré pendant onze ans” ("relação do cativeiro do Senhor Mouette nos reinos de Fez e de Marrocos, onde residiu durante onze anos"), publicado em 1683. Neste livro, ele relata o seu cativeiro em Marrocos depois de ter sido capturado pelos corsários de Salé.

## Biografia
Tendo partido para as "Índias Ocidentais da América" em setembro de 1670, Germain Moüette foi capturado pelos piratas de Salé, onde é vendido como escravo. Nessa condição tem vários amos, para os quais exerce diversos ofícios. Com um deles, o doutor Bougiman, ele aprende árabe e castelhano.
Depois de passar dois anos em Salé, vai para Fez, onde fica dois ou três anos. Vive depois seis ou sete anos em Mequinez, onde trabalha nas grandes obras de construção ordenadas pelo sultão alauita Mulei Ismail. É em Meknès que é resgatado pelos religiosos mercedários e volta então para Paris passando por Tetuão, Málaga, Marselha, Toulon e Lyon.
O relato das suas aventuras, que ele publica em 1683, é uma fonte preciosa de informações em primeira mão para os historiadores, quer da vida dos escravos cristãos capturados pelos barbarescos, quer da vida quotidiana em Marrocos naquela época, sobre a qual o doutor Bougiman o informa sobre tudo o que ele pergunta. O livro de Moüette inclui também um glossário de aproximadamente 900 palavras e expressões.